# Taraka hantu
Taraka hantu är en fjärilsart som beskrevs av Corbet 1839. Taraka hantu ingår i släktet Taraka och familjen juvelvingar. Inga underarter finns listade i Catalogue of Life.